# Myrmecaelurus medius
Myrmecaelurus medius is een insect uit de familie van de mierenleeuwen (Myrmeleontidae), die tot de orde netvleugeligen (Neuroptera) behoort. 
Myrmecaelurus medius is voor het eerst wetenschappelijk beschreven door Navás in 1913.